# Mignon est partie
Pour plus de détails, voir Fiche technique et Distribution.
Mignon est partie (Mignon è partita) est un film franco-italien réalisé par Francesca Archibugi et sorti en 1988.

## Synopsis
Mignon, la fille d'un riche promoteur parisien arrêté à la suite d'une affaire immobilière, débarque dans la famille pauvre de ses cousins italiens.

## Fiche technique
- Titre original Mignon è partita
- Réalisation : Francesca Archibugi
- Scénario : Francesca Archibugi, Gloria Malatesta, Claudia Sbarigia
- Distributeur : Chrysalide Films
- Photographie : Luigi Verga
- Musique : Roberto Gatto, Battista Lena
- Montage : Alfredo Muschietti
- Genre : comédie dramatique
- Durée : 94 minutes[1]
- Dates de sortie: 
  - 20 octobre 1988 ( Italie)
  - 31 mai 1989 ( France)

## Distribution
- Stefania Sandrelli : Laura
- Jean-Pierre Duriez : Federico
- Massimo Dapporto : Aldo
- Micheline Presle : Prof. Girelli
- Céline Beauvallet : Mignon
- Leonardo Ruta : Giorgio
- Daniele Zaccaria : Tommaso
- Francesca Antonelli : Chiara
- Valentina Cervi

## Distinctions
- 1988 : Prix du meilleur réalisateur pour Francesca Archibugi au Festival international du film de Saint-Sébastien
- 1989 : Plusieurs fois primé aux David di Donatello Awards:
  - David di Donatello de la meilleure actrice
  - David di Donatello du meilleur réalisateur débutant
  - David di Donatello du meilleur scénario
- Ruban d'argent du meilleur nouveau réalisateur pour Francesca Archibugi
- Ruban d'argent de la meilleure actrice dans un second rôle pour Stefania Sandrelli